# Friedensgericht Kempen
Das Friedensgericht Kempen war ein französisches und dann preußisches Friedensgericht mit Sitz in Kempen.

## Geschichte

### Franzosenzeit
Bereits im Spätherbst 1794 hatten die französischen Revolutionsheere das Linke Rheinufer besetzt. Die Annexion wurde im Vorfrieden von Leoben (1797) sowie im Frieden von Campo Formio (1797) vorbereitet und im Frieden von Lunéville (1801) abschließend geregelt. Die Besatzungsmacht hob die bisherigen Gerichte auf und schuf eine völlig neue Gerichtsorganisation des Linken Rheinufers. Eingangsinstanz für Zivilsachen bildeten Friedensgerichte.
Mit Verordnung Rudlers vom 23. Januar 1798 wurden diese Friedensgerichte gebildet. Sie bestanden aus einem Friedensrichter (juge de paix) und vier ehrenamtliche Beisitzern (assesseurs). Diese mussten 30 Jahre alt sein und durften keine Verwaltungsfunktionen wahrnehmen. Lediglich die Besitzer konnten auch hauptberuflich Munizipalbeamte sein. Der Friedensrichter musste in seinem Bezirk wohnen und mindestens dreimal die Woche Gerichtstermine halten. Er entschied gemeinsam mit jeweils zwei seiner Beisitzer bei Streitwerten bis zu 50 Franc ohne Appellationsmöglichkeit und bis zu 100 Franc mit Appellationsmöglichkeit. Der Friedensrichter ernannte Gerichtsschreiber. Der Friedensrichter erhielt ein Jahresgehalt von 600 Franc, die Gerichtsschreiber erhielten Gerichtsgebühren sowie ein Gehalt von 200 Franc. Da diese Besoldung zu niedrig war, konnten die Kantone zusätzliche Gehälter zahlen. Zwischen dem 15. März und dem 3. August 1798 ernannte Rudler die ersten Gerichtsbeamten.
Das Friedensgericht Kempen (justice de paix Kempen) war für den Kanton Kempen zuständig. Erster Friedensrichter wurde Franz Joseph Emans.
Auf Ebene der Départements waren den Friedensgerichten Tribunale erster Instanz (tribunal civile) übergeordnet. Für das Friedensgericht Kempen war das das Tribunal erster Instanz Aachen für das Département de la Roer zuständig.
Mit Konsularbeschluss vom 28. Januar 1803 wurden die Gerichtsbezirke der Friedensgerichte bestätigt. Das Friedensgericht Kempen war nun dem Tribunal erster Instanz Krefeld nachgeordnet, dies war nun für das Arrondissement Krefeld zuständig. Mit Verfügung vom 5. April 1803 wurde das Gesetz vom 20. März 1801 auch auf dem Linken Rheinufer eingeführt. Die Besitzer wurden hierbei abgeschafft und stattdessen zwei Ersatzmänner (supléants) bestimmt wurden. Die Kantonalversammlungen hatten jeweils vier Kandidaten für die Ersatzmänner und zwei Kandidaten für die Friedensrichter vorzuschlagen unter denen dann der Erste Konsul die Amtsinhaber auswählte. Im Kanton Kempen dauerte es bis zum 30. September 1807 bis Johann Matthias Roffers zum Friedensrichter und Heinrich Jakob Basels und Franz Joseph Tennhoff als Ersatzmänner ernannt wurden. Damit war das Friedensgericht Kempen das Friedensgericht im Departement, welches als letztes neue Friedensrichter erhielt.

### Preußen
Nach dem Zusammenbruch der französischen Herrschaft 1814 wurde Kempen Teil der preußischen Rheinprovinz. Dabei wurde das als fortschrittlich empfundene französische Rechtssystem und auch die Gerichtsorganisation weitgehend beibehalten. Das Friedensgericht Kempen blieb als königlich preußisches Friedensgericht Kempen bestehen, die Tribunale 1. Instanz wurden lediglich in „Kreisgerichte“ umbenannt. Das Friedensgericht Kempen war damit dem Kreisgericht Krefeld nachgeordnet. 1820 wurde die Gerichtsorganisation erneut neugeordnet. Das Friedensgericht Kempen blieb bestehen und das Kreisgericht Krefeld in Landgericht Krefeld umbenannt.
1879 wurden in Deutschland einheitlich Amts-, Land- und Oberlandesgerichte gebildet. Das Friedensgericht Kempen wurde damit aufgehoben und es entstand das Amtsgericht Kempen als Nachfolger.

## Richter
- Bernhard von Scheibler (1853–1856)